# Henry Pinckney Northrop
Henry Pinckney Northrop (* 5. Mai 1842 in Charleston, South Carolina, USA; † 7. Juni 1916 ebenda) war Bischof von Charleston.

## Leben
Henry Pinckney Northrop besuchte von 1853 bis 1856 das Georgetown College in Washington, D.C. und von 1856 bis 1860 das Mount St. Mary’s College in Emmitsburg. Northrop studierte Katholische Theologie und Philosophie am Päpstlichen Nordamerika-Kolleg in Rom. Er empfing am 25. Juni 1865 das Sakrament der Priesterweihe.
Anschließend war Henry Pinckney Northrop als Kurat in New York City tätig. 1866 wurde er Kurat an der St. Joseph’s Church. Von 1868 bis 1872 war Northrop als Missionar in New Bern, North Carolina tätig. 1872 wurde er Assistent des Rektors der Kathedrale St. John the Baptist in Charleston und Pfarrer auf Sullivan’s Island. Henry Pinckney Northrop war von 1877 bis 1882 Pfarrer der Pfarrei St. Patrick in Charleston.
Am 16. September 1881 ernannte ihn Papst Leo XIII. zum Titularbischof von Rosalia und bestellte ihn zum Apostolischen Vikar von North Carolina. Der Erzbischof von Baltimore, James Gibbons, spendete ihm am 8. Januar 1882 die Bischofsweihe; Mitkonsekratoren waren der Bischof von Richmond, John Joseph Keane, und der Bischof von Wilmington, Thomas Andrew Becker. Am 27. Januar 1883 ernannte ihn Leo XIII. zudem zum Bischof von Charleston. Northrop trat am 4. Februar 1888 als Apostolischer Vikar von North Carolina zurück.